# Miquel Moragas i Pons
Miquel Moragas i Pons (Barcelona, 1912 – 1993) fou porter d'hoquei sobre patins, entrenador, àrbitre i dirigent.
Jugà amb el Maricel Sporting Club i la Unió Universitària, equip amb el qual es proclamà campió de Catalunya (1933). Al principi dels anys quaranta esdevingué àrbitre internacional i presidí el col·legi d'àrbitres de la federació catalana. També exercí tasques directives en aquesta federació, que presidí interinament durant uns mesos el 1944. Paral·lelament feu d'entrenador, posà en marxa l'Escola Nacional de Preparadors i, el 1947, es convertí en el preparador de la selecció espanyola dirigida per Joan Antoni Samaranch, que aconseguí el primer títol mundial de la seva història el 1951 a Barcelona. El 1952 fou nomenat president de la Federació Catalana d'Hoquei i Patinatge, que a partir del 1954 s'anomenà Federació Catalana de Patinatge, i el mateix any entrà com a vocal a la junta directiva de la federació espanyola. El 1956 deixà la presidència de la federació catalana i passà a ser president del comitè d'àrbitres de l'espanyola fins al 1957, any que fou designat president honorari de la de la Federació Catalana. Ja retirat de les tasques directives, durant els anys setanta presidí l'Agrupació Catalana de Preparadors d'Hoquei sobre patins.